# Johann Friedrich List
Johann Friedrich List (* 1787 in Marienwerder, Westpreußen; † 1868 in Berlin) war ein deutscher Verwaltungsjurist.

## Leben
List studierte an der Albertus-Universität Königsberg Rechtswissenschaft. Nach den Examen und der Auskultatorausbildung trat er in die innere Verwaltung Preußens. 1826 wurde er Oberbürgermeister von Königsberg. Da auch er nach den Befreiungskriegen die Streichung der Kriegsschulden von 1807 nicht durchsetzen konnte, wurde er 1838 nicht wiedergewählt. Er zog sich auf sein Gut Ankern im Oberland (Ostpreußen) zurück.